# Simulium celsum
Simulium celsum es una especie de insecto del género Simulium, familia Simuliidae, orden Diptera.
Fue descrita científicamente por Takaoka & Davies, 1996.